# Dildo de pan
El dildo de pan (en griego antiguo: ὀλισβοκόλλιξ, olisbokollix) es un dildo preparado a base de pan, y que presuntamente fue creado durante la época grecorromana hace más de 2000 años. Alternativamente, puede referirse a una broma metafórica relacionada con la forma en que se hacía una barra de pan.

## Etimología
El término del griego antiguo kollix refiere a pan, olisbos refiere a dildo, y el término olisbokollix, se encuentra como un hápax en el léxico del griego antiguo de Hesiquio de Alejandría "escrito en el siglo V d. C.

## Historia

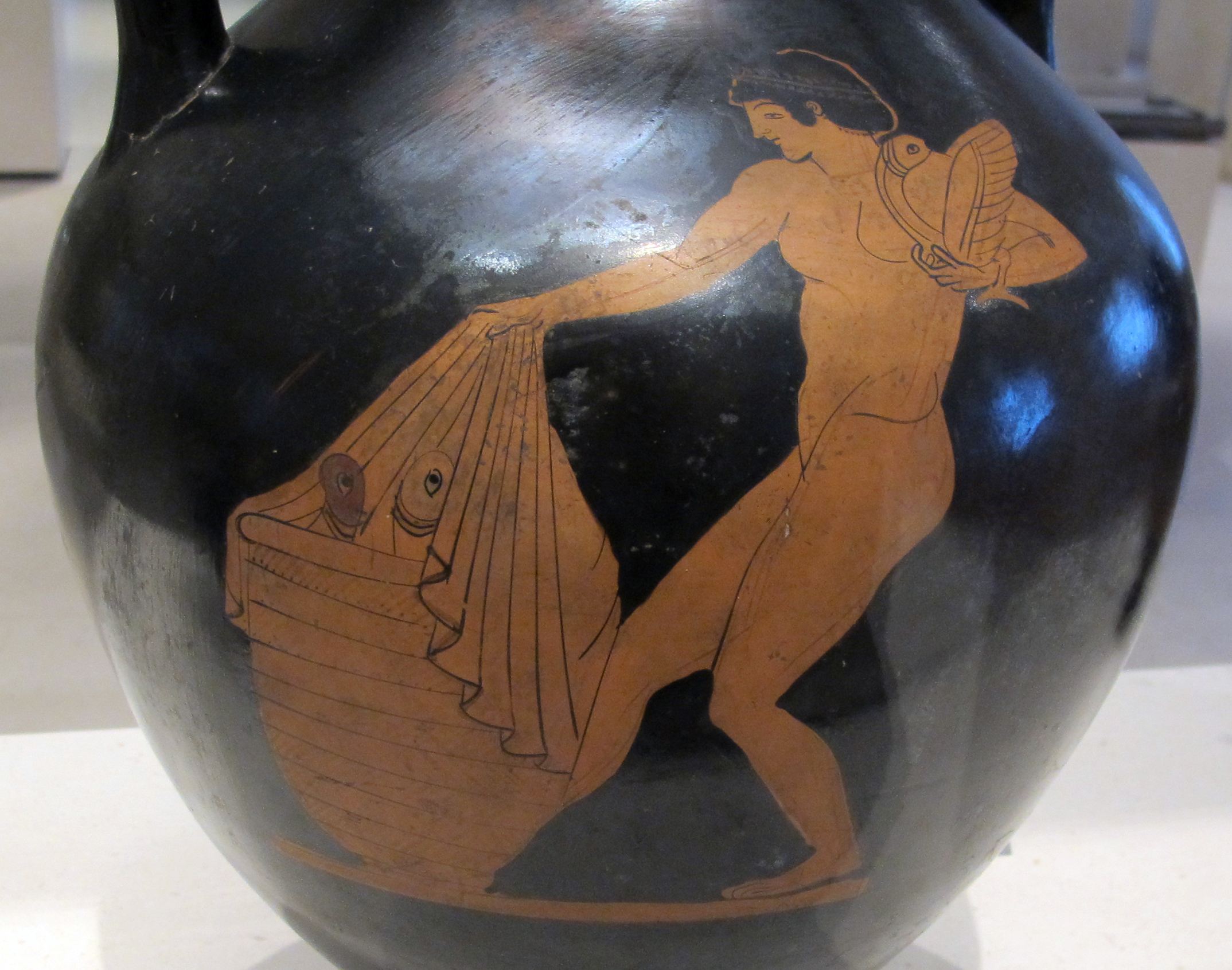
Ánfora atribuida al Pintor del Ángel Volador, describiendo una canastas de falos, y una doncella sosteniendo un enorme falo.

Oikonomides pretende identificar tres diferentes pinturas en cerámicas de figuras rojas, para describir los "dildos de pan":
- Un "fragmento de una taza de figuras rojas, que actualmente se encuentra en Berlín," en el que se describe a una mujer portando un jarrón llenos de falos. Oikonomides afirma que no es la primera persona en identificarlos como olisbokollikes, pero no menciona la fuente citada para afirmar aquello.[7]
- Una pintura de ánfora panzuda del Pintor del Ángel Volador, que se encuentra a 2020 en el Petit Palais, París, en donde se describe una mujer sosteniendo un "falso pájaro" y destapando un frasco o canasta de falos.
- Un jarrón pintado por Nicóstenes que a 2020 se encuentra en el Museo Británico, describiendo a una mujer que utiliza dos "objetos de forma fálica".